# ТЕС Рамат-Ховав
ТЕС Рамат-Ховав — теплова електростанція у південній частині Ізраїлю, трохи більш ніж за десяток кілометрів на південь від Беер-Шеви. Частина її енергоблоків використовує технологію комбінованого парогазового циклу.
Спершу у 1989 році на майданчику станції ввели в експлуатацію дві газові турбіни потужністю по 100 МВт, встановлені для роботи у відкритому циклі (блоки 1 та 2).
У 1993-му стали до ладу ще дві газові турбіни потужністю по 110 МВт, котрі в 1999-му під'єднали через котли-утилізатори до однієї парової турбіни потужністю 120 МВт. Разом вони створили енергоефективний комбінований парогазовий цикл з номінальною потужністю 335 МВт (блок 3-4-5).
В 2009-му на майданчику ТЕС з'явились дві встановлені для роботи у відкритому циклі газові турбіни потужністю по 118 МВт (блоки 6 та 7).
Нарешті, у 2010-му стала до ладу газова турбіна потужністю 260 МВт, котру в 2013-му під'єднали через котел-утилізатор до однієї парової турбіни потужністю 122 МВт. Разом вони створили комбінований парогазовий цикл з номінальною потужністю 366 МВт (блок 8-9).
Як паливо станція спершу використовувала нафту, проте у 2000-х роках в Ізраїлі став доступним ресурс природного газу. Зокрема, з 2008 року почався імпорт з Єгипту (припинився у 2012-му через нестачу ресурсу у постачальника), а в 2013-му стартувала розробка великого власного родовища Тамар. Як наслідок, всі нові блоки ТЕС Рамат-Ховав споруджувались з розрахунку на цей вид палива, на нього ж перевели і вже існуючі газові турбіни. Подача палива здійснюється через Південний газопровід.
Враховуючи розташування у віддаленому від моря посушливому районі, для станції обрали систему повітряного (сухого) охолодження.